# Vulkanisering

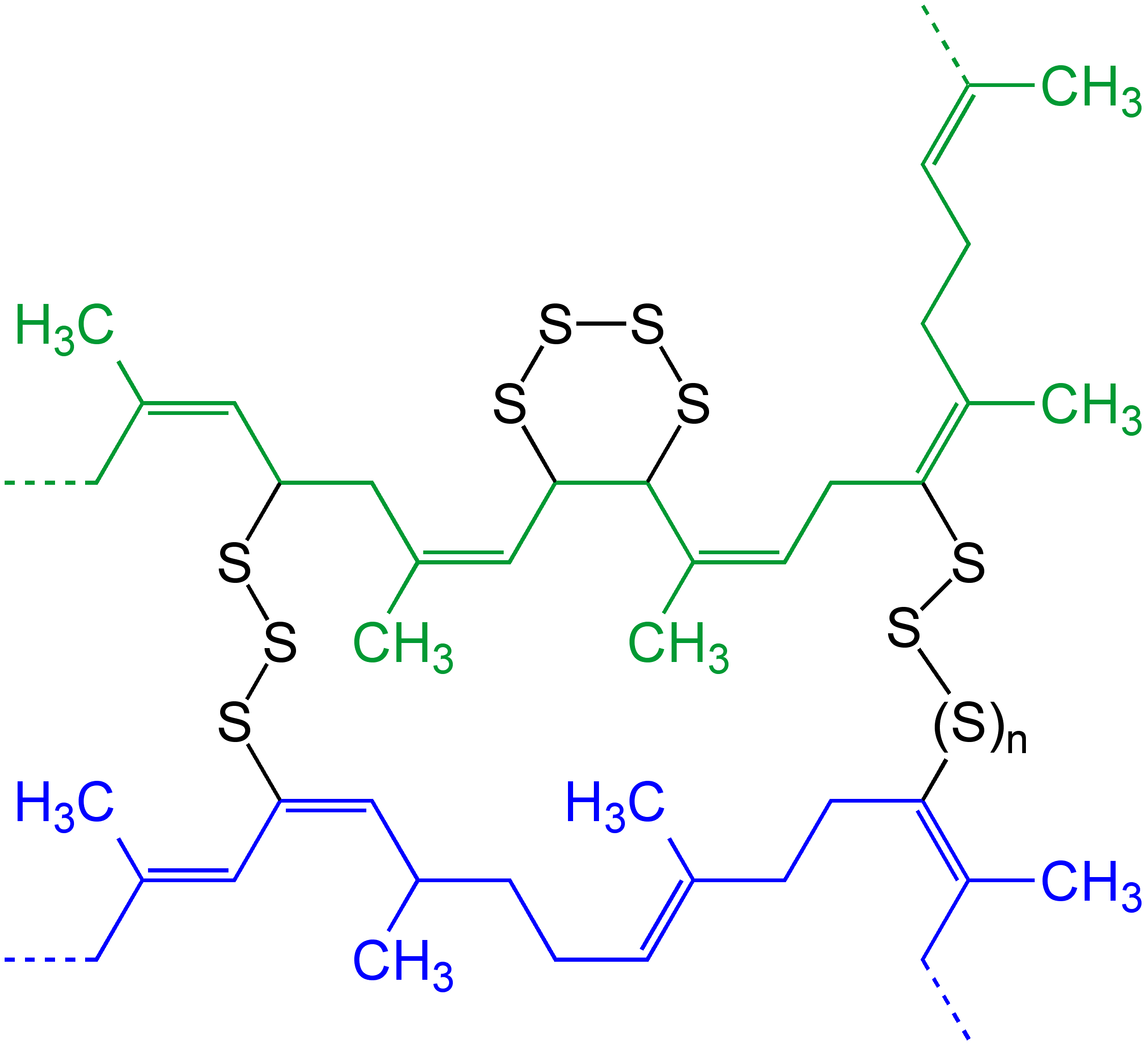
Vulkanisering (n = 0, 1, 2 ...)

Vulkanisering, ofta förkortat vulkning, är en process där rågummi genom uppvärmning med finfördelat svavel omvandlas från en klibbig och formbar massa till ett formstabilt och elastiskt material med hög draghållfasthet.. Vid vulkanisering uppstår tvärbindningar mellan polymererna (rågummit). En liknelse är att föreställa sig ett nystan bestående av mängder av trådar där man binder fast slumpmässigt valda trådar med varandra. Efter detta kommer nystanet att vara elastiskt, dvs om man drar i det och sedan släpper kommer det att återta formen det hade innan dragning. Men om man binder ihop väldigt många trådar kommer man troligen inte kunna dra i det alls, dvs det kommer inte att vara elastiskt utan snarare hårt. Detsamma gäller när gummi vulkaniseras. Graden av vulkanisering, dvs hur många tvärbindningar man har, bestämmer gummits slutliga hårdhet.
Ett vulkaniserat gummi är svårt att ta vara på vid återvinning då man oftast maler ned det. Vulkaniserat gummi förkolnar och smälter inte.
Processen uppfanns av amerikanen Charles Goodyear år 1839. Vulkanisering används på exempelvis däck och hockeypuckar.
En liknande process sker med cellulosa vid framställning av vulkanfiber.